# Diversidad sexual en Texas

Mapa de Texas LGBT.

Las personas lesbianas, gays, bisexuales, y transgénero (LGBT) se enfrentan a ciertos desafíos legales y sociales no encarados por personas con otra sexualidad. Los actos homosexuales son legales desde 2003. El 26 de junio de 2015, la Corte Suprema de los Estados Unidos dictaminó que la prohibición del matrimonio entre personas del mismo sexo es inconstitucional en el caso Obergefell vs Hodges. Texas tiene un estatuto de crímenes de odio que endurece las penas para ciertos crímenes motivados por la orientación sexual de la víctima, aunque nunca ha sido invocado. La identidad de género no está incluida en la ley de crímenes de odio. No existe una ley estatal que prohíba la discriminación contra personas LGBT. Sin embargo, algunas localidades en Texas tienen ordenanzas que brindan una variedad de protecciones legales y beneficios para las personas LGBT.
Si bien Texas ha sido conocido como uno de los estados más conservadores de Estados Unidos, la mayoría de la población está a favor del matrimonio igualitario (en el año 2017; el 55% de la población estaba a favor, el 34% se oponía y un 11% no sabía/no contestaba)

## Leyes de protección

Mapa de Texas. En violeta, ciudades y condados que ofrecen ordenanzas contra la discriminación en el empleo, basada en la orientación sexual o identidad de género. En rosa, ciudades y condados con ordenanzas anti-discriminación solo en empleos públicos. En celeste, ciudades con ordenanzas contra la discriminación basada en la orientación sexual, y en empleos públicos. Y en gris, condados sin ordenanzas anti-discriminación hacia personas LGBT.

El estado carece de leyes anti-discriminación, solo algunas ciudades como Austin, Dallas, Fort Worth, Plano y San Antonio prohíben la discriminación basada en la orientación sexual e identidad de género, en el empleo, vivienda y alojamientos públicos.

## Adopción
En Texas, cualquier adulto puede adoptar a un  niño, sin importar la orientación sexual o identidad de género del adoptante.

## Matrimonio igualitario
El matrimonio igualitario es legal desde el 26 de junio del 2015.